# روبرت إي. سيمون
روبرت إي. سيمون (بالإنجليزية: Robert E. Simon)‏ هو مخطط حضري ورائد أعمال أمريكي، ولد في 10 أبريل 1914 في نيويورك في الولايات المتحدة، وتوفي في 21 سبتمبر 2015 في ريستون في الولايات المتحدة.